# John Kariuki
John Kariuki (10 novembre 1986) è un ex mezzofondista keniota.

## Altre competizioni internazionali
2015
- Oro alla Kumamoto Okukuma Half Marathon ( Kumamoto) - 1h03'16"

2018
- 6º alla Parelloop ( Brunssum) - 29'09"